# Антимонид трирубидия
Антимонид трирубидия — бинарное неорганическое соединение
рубидия и сурьмы с формулой Rb3Sb,
фиолетовые кристаллы.

## Получение
- Сплавление в инертной атмосфере (Ar) стехиометрических количеств чистых веществ:

{\displaystyle {\mathsf {3Rb+Sb\ {\xrightarrow {100^{o}C}}\ Rb_{3}Sb}}}

## Физические свойства
Антимонид трирубидия образует фиолетовые кристаллы
гексагональной сингонии,
пространственная группа P 63/mmc,
параметры ячейки a = 0,6283 нм, c = 1,118 нм, Z = 2,
структура типа антимонида тринатрия.
Соединение конгруэнтно плавится при температуре 733°С.

## Применение
- Полупроводниковый материал для изготовлении фотокатодов.